# جاکلین لو
جاکلین لو (انگلیسی: Jacklyn Luu؛ زادهٔ ۳۰ آوریل ۱۹۹۹) شناگر شنای موزون اهل ایالات متحده آمریکا است.
وی در مسابقات کشوری و بین‌المللی در مجموع برندهٔ ۱ مدال نقره شده است.